# Артём (имя)
Артём (от греч. Ἀρτεμής — «невредимый, здоровый») — мужское имя, одно из популярных. Возникло как разговорная форма имени Артемий. Оно связано с именем богини Артемиды (др.-греч. Ἄρτεμις), которое возможно имеет догреческое происхождение. Исследователями возводится к др.-греч. ἀρτεμής «невредимый, здоровый».

## Именины
- Православные (даты даны по григорианскому календарю)[7]: 26 февраля, 6 июля, 2 ноября, 13 ноября
- Католические: 20 октября

## Известные носители имени

### Святые
- Артём — христианский святой в числе Девяти мучеников Кизических

### Политические деятели
- Товарищ Артём — российский революционер.